# Colelitiasis
En medicina, la colelitiasis, comúnmente conocida como piedras en la vesícula, cálculos biliares o litiasis biliar, se refiere a la formación de cálculos en la vías biliares, sobre todo en las vesícula biliar. Son acumulaciones graduales de materias sólidas que pueden ser tan pequeñas como granos de arenilla o, en ocasiones excepcionales, tan grandes que ocupan toda la vesícula. La mayor parte, sin embargo, suelen ser de tamaño intermedio, es decir, de 20 mm o menos. La mayor parte de estos cristales —cerca de un 80 %— están constituidos por cristales de colesterol, el resto son cristales pigmentados de color negro.
La mayoría de las personas con cálculos biliares (alrededor del 80 %) presentan sin síntomas. Sin embargo, si un cálculo biliar bloquea el conducto biliar, puede producirse dolor parecido a un calambre en la parte superior derecha del abdomen, conocido como cólico biliar. Las complicaciones de los cálculos biliares pueden incluir inflamación de la vesícula biliar (colecistitis), inflamación del páncreas (pancreatitis), ictericia e infección de un conducto biliar (colangitis). Los síntomas de estas complicaciones pueden incluir dolor de más de cinco horas de duración, fiebre, piel amarillenta, vómitos, orina oscura y heces pálidas.
Los factores de riesgo de cálculos biliares incluyen las píldoras anticonceptivas, el embarazo, antecedentes familiares de cálculos biliares, obesidad, diabetes, enfermedad hepática o pérdida rápida de peso. Los componentes biliares que forman los cálculos biliares incluyen colesterol, sales biliares y la bilirrubina. Los cálculos biliares formados principalmente por colesterol se denominan cálculos de colesterol, y los formados principalmente por bilirrubina se denominan cálculos pigmentarios. Se puede sospechar la presencia de cálculos biliares basándose inicialmente en los síntomas. El diagnóstico suele confirmarse mediante ecografía. Ciertas complicaciones pueden detectarse mediante análisis de sangre.
El riesgo de sufrir cálculos biliares se puede reducir manteniendo un peso saludable con ejercicio y una dieta saludable. Si no hay síntomas, generalmente no es necesario el tratamiento. En aquellos que sufren ataques de vesícula biliar, generalmente se recomienda cirugía para extirpar la vesícula. Esto se puede realizar través de varias incisiones pequeñas o a través de una única incisión más grande, generalmente bajo anestesia general. Una vez extirpada la vesícula biliar, los resultados suelen ser favorables.En casos menos frecuentes, cuando la cirugía no es posible, se pueden utilizar medicamentos para disolver los cálculos o litotricia para descomponerlos.
En países desarrollados, entre el 10 y el 15% de los adultos tienen cálculos biliares. Sin embargo, en muchas partes de África las tasas son tan bajas que llegan al 3%. En 2013, se produjeron enfermedades de la vesícula biliar y otras relacionadas con la vía biliar en aproximadamente 104 millones de personas (1,6 % de la población) y provocaron 106 000 muertes. Las mujeres tienen cálculos con mayor frecuencia que los hombres y aparecen con mayor frecuencia después de los 40 años. Ciertos grupos étnicos tienen cálculos biliares con más frecuencia que otros. Por ejemplo, el 48% de nativos americanos tienen cálculos biliares.

## Etimología
La enfermedad de cálculos biliares se refiere a la condición en la que los cálculos biliares se encuentran en la vesícula biliar o en el conducto biliar común. La presencia de cálculos en la vesícula biliar se denomina colelitiasis, del griego chole- ( χολή, 'bilis') + lith- (λίθος, 'piedra') + -iasis (ἴασις, 'proceso'). La presencia de cálculos biliares en el conducto biliar común se denomina coledocolitiasis, del griego choledocho- (χοληδόχος ., 'que contiene bilis', de chol- + docho-, 'conducto') + lith- + -iasis. La coledocolitiasis se asocia frecuentemente con la obstrucción de los conductos biliares, lo que puede provocar colangitis, del griego: chol- + ang- (ἄγγος, 'vaso') + -itis (-ῖτις, 'inflamación'), una infección grave de los conductos biliares. Los cálculos biliares dentro de la ampolla de Vater pueden obstruir el sistema exocrino del páncreas y provocar pancreatitis.

## Composición

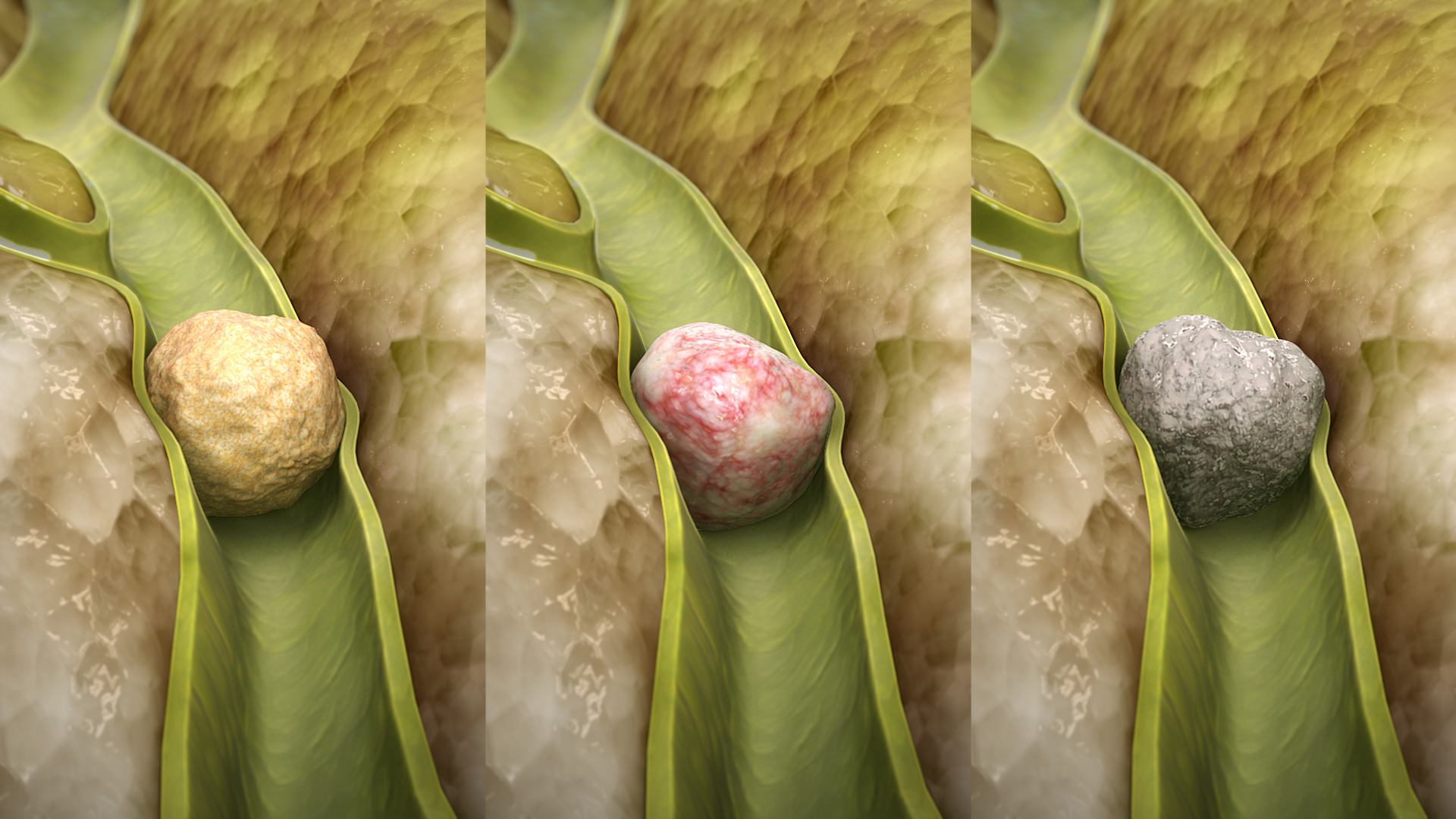
De izquierda a derecha: cálculo de colesterol, cálculo mixto, cálculo pigmentario.

Los cálculos biliares pueden variar en tamaño y forma, desde tan pequeños como un grano de arena hasta tan grandes como una bola de golf. La vesícula biliar puede contener un solo cálculo grande o varios cálculos de menor tamaño. Los pseudolitos, a veces denominados lodos, son secreciones espesas que pueden estar presentes dentro de la vesícula biliar, ya sea solas o junto con cálculos biliares completamente formados.
La composición de los cálculos biliares se ve afectada por la edad, la dieta y la etnia de la persona.  Según su composición, los cálculos biliares se pueden dividir en los siguientes tipos: cálculos de colesterol, cálculos pigmentarios y cálculos mixtos. Aún no se ha definido un sistema de clasificación ideal. 

### Cálculos de colesterol
Los cálculos de colesterol varían de color amarillo claro a verde oscuro o marrón o blanco tiza y son ovalados, generalmente solitarios, de entre 2 y 3 cm de largo, cada uno con una pequeña mancha oscura en el centro del cristal. Para ser clasificados como tales, deben tener al menos un 80% de colesterol en peso (o un 70%, según el sistema de clasificación japonés). Entre el 35% y el 90% de los cálculos son cálculos de colesterol.

### Cálculos pigmentados
Los cálculos de bilirrubina ("pigmento" o "pigmento negro") son pequeños, oscuros, a menudo de aspecto negro, y generalmente numerosos. Están compuestas principalmente de bilirrubina (polímero pigmentario de bilirrubina insoluble) y sales de calcio (fosfato de calcio) que se encuentran en la bilis. Contienen menos del 20% de colesterol (o 30%, según el sistema de clasificación japonés).  Entre el 2% y el 30% de los cálculos son cálculos de bilirrubina.
Puesto que la mayoría de los pacientes tienen cálculos de colesterol, la clase de cálculo es importante, ya que sólo los cálculos de colesterol pueden tratarse por métodos no quirúrgicos.

### Cálculos mixtos
Los cálculos mixtos (de pigmento marrón) suelen contener entre un 20 y un 80 % de colesterol (o entre un 30 y un 70 %, según el sistema de clasificación japonés). Otros componentes comunes son el carbonato de calcio, el fosfato de palmitato, la bilirrubina y otros pigmentos biliares (bilirrubinato de calcio, palmitato de calcio y estearato de calcio). Debido a su contenido de calcio, a menudo son cálculos visibles radiográficamente. Por lo general, surgen de manera secundaria a una infección del tracto biliar que produce la liberación de β-glucuronidasa (por hepatocitos y bacterias lesionadas), que hidroliza los glucurónidos de bilirrubina y aumenta la cantidad de bilirrubina no conjugada en la bilis. Entre el 4% y el 20% de los cálculos son mixtos.

## Epidemiología
La colelitiasis es más frecuente en las mujeres que en los hombres con una proporción de 4 a 1, y hay factores que predisponen a la enfermedad como la obesidad, la toma de anticonceptivos, las dislipemias, la diabetes.

### Factores de riesgo
El riesgo de cálculos biliares aumenta en las mujeres (especialmente antes de la menopausia) y en personas cercanas o mayores de 40 años. La afección es más frecuente entre personas de ascendencia europea o indígena americana que entre otras etnias.  La falta de melatonina podría contribuir significativamente a los cálculos biliares, ya que la melatonina inhibe la secreción de colesterol de la vesícula biliar, mejora la conversión de colesterol en bilis y es un antioxidante, capaz de reducir el estrés oxidativo en la vesícula biliar. El síndrome de Gilbert se ha relacionado con un mayor riesgo de cálculos biliares. Los cálculos biliares pueden ser causados por una combinación de factores, entre ellos la química corporal heredada, el peso corporal, la motilidad (movimiento) de la vesícula biliar y una dieta baja en calorías. Sin embargo, la ausencia de tales factores de riesgo no excluye la formación de cálculos biliares.
Los factores nutricionales que pueden aumentar el riesgo de cálculos biliares incluyen el estreñimiento, comer menos comidas por día; la baja ingesta de nutrientes como Ácido Fólico, magnesio, calcio y vitamina C, el bajo consumo de líquidos, y, al menos en el caso de los hombres, una alta ingesta de carbohidratos, una alta carga glucémica y una dieta con alto índice glucémico. El vino y el pan integral pueden disminuir el riesgo de cálculos biliares.[cita requerida]
La pérdida rápida de peso aumenta el riesgo de cálculos biliares. Se sabe que el medicamento para bajar de peso orlistat, aumenta el riesgo de cálculos biliares.
La deficiencia de colecistoquinina causada por la enfermedad celíaca aumenta el riesgo de formación de cálculos biliares, especialmente cuando se retrasa su diagnóstico.
Los cálculos biliares pigmentados se observan con mayor frecuencia en países en desarrollo. Los factores de riesgo para los cálculos pigmentarios incluyen anemias hemolíticas (como la anemia de células falciformes y la esferocitosis hereditaria), cirrosis e infecciones del tracto biliar. Las personas con protoporfiria eritropoyética (PPE) tienen mayor riesgo de desarrollar cálculos biliares. Además, se ha demostrado que el uso prolongado de inhibidores de la bomba de protones disminuye la función de la vesícula biliar, lo que puede conducir a la formación de cálculos biliares.
Los medicamentos modificadores del colesterol pueden afectar la formación de cálculos biliares. Por su parte, las estatinas inhiben la síntesis de colesterol y existe evidencia de que su uso puede disminuir el riesgo de desarrollar cálculos biliares. Los fibratos aumentan la concentración de colesterol en la bilis y su uso se ha asociado con un mayor riesgo de cálculos biliares. La malabsorción de ácidos biliares también puede ser un riesgo.

## Patogenia
Los cálculos biliares de colesterol se desarrollan cuando la bilis contiene demasiado colesterol y no suficientes sales biliares. Además de una alta concentración de colesterol, hay otros dos factores que son importantes en la formación de cálculos biliares. El primero es la frecuencia y la calidad con que se contrae la vesícula biliar: el vaciamiento incompleto e infrecuente de la vesícula biliar puede provocar que la bilis se concentre demasiado y contribuya a la formación de cálculos biliares. Esto puede ser causado por una alta resistencia al flujo de bilis fuera de la vesícula biliar debido a la complicada geometría interna del conducto cístico. El segundo factor es la presencia de ciertas proteínas en el hígado y la bilis que promueven o inhiben la cristalización del colesterol en los cálculos biliares. 
Además, el aumento de los niveles de la hormona estrógeno, como resultado del embarazo o terapia hormonal, o el uso de formas combinadas (que contienen estrógeno) de anticoncepción hormonal, pueden aumentar los niveles de colesterol en la bilis y también disminuir la motilidad de la vesícula biliar, lo que resulta en la formación de cálculos biliares.

## Cuadro clínico
Los cálculos biliares, independientemente de su tamaño o número, suelen ser asintomáticos, como ocurre en la mayoría de los pacientes. Son muchas las personas que, teniendo cálculos biliares, carecen de síntomas. Estas "piedras silenciosas" no requieren tratamiento y pueden permanecer asintomáticas incluso por varios años después de su formación. Cuando los síntomas se hacen evidentes, la persona portadora de cálculos biliares puede experimentar dolor puede irradiarse a la punta de la escápula en la colelitiasis; esto se llama "signo de Collins".  Ocasionalmente aparece dolor fuerte y seguido en el abdomen superior (hipocondrio derecho); este dolor puede propagarse al tórax, hombros y espalda y se confunde a veces con los síntoma de un ataque al corazón. Este dolor intenso de abdomen y sensibilidad al tacto en el lado derecho del abdomen suele verse cuando la vesícula biliar está inflamada.
El dolor puede presentar con otros síntomas, incluyendo un cuadro de dispepsia biliar, que se caracteriza por: intolerancia a las comidas grasas, flatulencia, inflamación abdominal, náuseas, vómitos, etc.
Los cálculos pueden causar colecistitis (inflamación de la vesícula) aguda, crónica, cólicos biliares y pancreatitis. Si uno o más cálculos biliares bloquean los conductos biliares y provocan una fuga de bilirrubina al torrente sanguíneo y al tejido circundante, también pueden aparecer ictericia y picazón generalizada. En este caso, es probable que los niveles de enzimas hepáticas estén elevados. La colecistitis aguda se caracteriza por: dolor abdominal en el epigastrio o hipocondrio derecho, náuseas, vómitos, fiebre, peritonismo local o un plastrón de vesícula biliar, etc., en el caso de la colecistitis crónica produce cólicos intermitentes e inflamación crónica.
El dolor provocado por cálculos biliares puede variar de leve a intenso y puede aumentar de forma constante durante un período que dura entre 30 minutos y varias horas. Otros síntomas pueden incluir fiebre, así como dolor referido entre los omóplatos o debajo del hombro derecho y mejora con analgesia. No se acompaña de ictericia, no hay fiebre, el vómito es raro, y tiene signo de Murphy negativo, a diferencia de la colecistitis que tiene este signo positivo. Con frecuencia, los ataques de vesícula biliar ocurren después de comer una comida pesada. Los ataques son más comunes durante la tarde o la noche.

## Complicaciones de los cálculos biliares
En muchos pacientes, los cálculos permanecen "mudos," es decir asintomáticos y plantean pocos problemas de importancia. No obstante, cuanto más tiempo hayan estado presentes, mayor será la probabilidad de que causen complicaciones. En un paciente determinado, la probabilidad de que un cálculo mudo produzca malestar es de aproximadamente el 3 % por año. Así, al cabo de 20 años la mayor parte de las personas que tienen cálculos asintomáticos acabarán por experimentar síntomas. Una vez aparecidos, los síntomas persisten. Y si el problema afecta a personas mayores, el tratamiento puede hacerse mucho más difícil, sobre todo si la persona tiene otros problemas médicos.
A medida que aumentan de tamaño, los cálculos pueden obstruir el orificio de salida de la vesícula biliar y con ello dar lugar a trastornos de carácter serio. La obstrucción puede comenzar en forma gradual u ocasional, acompañada de inflamación de la vesícula (colecistitis crónica), y terminar en obstrucción total, con inflamación aguda de la vesícula (colecistitis), cuadro que exige intervención quirúrgica.
En casos muy infrecuentes, los cálculos biliares que causan inflamación grave pueden erosionar la vesícula biliar hasta el intestino adherido, causando potencialmente una obstrucción intestinal denominada íleo biliar.
Otras complicaciones pueden incluir colangitis ascendente, que ocurre cuando una infección bacteriana causa una inflamación purulenta en el árbol biliar y el hígado. La pancreatitis aguda es causada por el bloqueo de los conductos biliares que impide que las enzimas activas se secreten en el intestino, dañando en cambio el páncreas. En raras ocasiones, el cáncer de vesícula puede presentarse como complicación de los cálculos biliares.

## Diagnóstico
La mayoría de los cálculos biliares pueden describirse mediante técnicas sencillas e indoloras. Los pacientes que se quejan de dolor abdominal o de malestar gastrointestinal reciben a menudo análisis específicos destinados a diagnosticar la presencia de cálculos. Un signo de Murphy positivo es un hallazgo común en examen físico de una persona durante un ataque de vesícula biliar.
Con frecuencia, basta una radiografía ordinaria del abdomen para descubrir los cálculos, sobre todo si son ricos en calcio.
El diagnóstico generalmente se confirma mediante una técnica más sensible, denominada, ecografía abdominal o ultrasonido, con la que se produce una imagen o fotografía de la vesícula y de los conductos biliares, permitiendo al equipo médico determinar si hay algún cálculo presente, cualquiera que sea su clase. Este método es el que más se emplea, por no emitir radiaciones. En la ecografía abdominal, los cálculos biliares hundidos suelen presentar sombra acústica posterior. En los cálculos biliares flotantes, se observan ecos de reverberación (o artefacto en cola de cometa) en una afección clínica denominada adenomiomatosis. Otro signo visto en el ultrasonido es la tríada eco-sombra de pared (o sombra de doble arco), que también es característica de los cálculos biliares.
Otras técnicas de imagen utilizadas inlcuen la CPRE y la CPRM, que requiere la deglución previa de unas pastillas que contienen colorantes. El colorante pasa del torrente sanguíneo a la vesícula y pone de relieve el contorno de ésta de manera que puedan detectarse los cálculos mediante radiografía. En la CPRE se introduce en el intestino delgado un tubo flexible que se pasa al conducto biliar; seguidamente se inyecta en los conductos un colorante y se toma una radiografía. Método de elección para detectar cálculos en el conducto colédoco. Cuando se emplea la técnica llamada CPT (colangiografía percutánea transhepática), se atraviesa el abdomen con una aguja muy delgada que se hace pasar hasta la red de conductos del hígado. Seguidamente se inyecta colorante y se toma una radiografía.
Cuando se sospecha la presencia de cálculos en los conductos biliares son necesarios procedimientos más complicados. Las complicaciones de los cálculos biliares pueden detectarse mediante análisis de sangre.

## Tratamiento
Si la litiasis biliar llega a producir síntomas el tratamiento debe ser quirúrgico, una colecistectomía (extirpación de la vesícula biliar). Aunque la vesícula biliar es un órgano importante, no es esencial para la vida. Muchos pacientes con cálculos biliares —o con complicaciones resultantes de los cálculos— se someten a la extirpación quirúrgica de la vesícula (colecistectomía), operación sin grave peligro que es una de las practicadas con mayor frecuencia en todo el mundo. En los Estados Unidos, se hace más de 500 000 veces al año. En Chile, este es el tratamiento de entrada, debido a la alta incidencia de cáncer de vesícula.
El riesgo quirúrgico aumenta con la edad y si el paciente padece otras enfermedades. Extraída la vesícula, la bilis fluye directamente del hígado al intestino delgado. El efecto sobre la digestión puede ser escaso o nulo. Sin embargo, en algunos pacientes es posible que no desaparezcan los síntomas de flatosidad, dolor, distensión por gases del abdomen, o náuseas. Hay un medicamento oral, el ácido ursodesoxicólico, que disuelve los cálculos de colesterol y en muchos casos puede usarse con seguridad y eficacia como substituto de la extirpación quirúrgica de la vesícula. El ácido ursodesoxicólico es un ácido biliar natural que reduce la concentración de colesterol en la bilis y que en mucho casos disuelve lentamente los cálculos, según el tamaño de éstos, en el plazo de 6 a 24 meses.
Numerosas personas que presentan cálculos de colesterol y en quienes no hay obstrucción alguna de los conductos de entrada o salida de la bilis en la vesícula, son susceptibles de tratamiento con ursodesoxicólico. El fármaco se tolera sumamente bien, siendo raros los casos observados de diarrea, que suele ser leve y pasajera. Ha sido ampliamente utilizado y ensayado en Europa, Asia y los Estados Unidos.
Otra posibilidad de sustituir la cirugía es la de valerse de la exploración con fines de investigación. La litotricia extracorpórea por ondas de choque es una nueva técnica que utiliza ondas sonoras de origen externo para fragmentar finamente los cálculos biliares. Los fragmentos se disuelven después con el ácido ursodesoxicólico administrado por vía oral, si bien es posible que algunos cálculos pasen al exterior de forma espontánea.
La mitad de los pacientes que se sometieron a estos procedimientos no quirúrgicos —que dejan intacta la vesícula— no experimentaron reincidencia de cálculos al cabo de 5 años de observación. Entre los que sí tuvieron recidiva, sólo un pequeño porcentaje manifiesta sintomatología, según se desprende de un estudio reciente, y para estos últimos, la repetición del tratamiento proporciona alivio.

## Prevención
Mantener un peso saludable haciendo suficiente ejercicio y comiendo una dieta saludable rica en fibra puede ayudar a prevenir la formación de cálculos biliares.>
El ácido ursodesoxicólico (UDCA) parece prevenir la formación de cálculos biliares durante la pérdida de peso. Una dieta rica en grasas durante la pérdida de peso también puede prevenir los cálculos biliares.